# Danniel Thomas-Dodd
Danniel Thomas-Dodd (Westmoreland, 11 novembre 1992) è una pesista giamaicana, vincitrice della medaglia d'argento ai Mondiali di Doha 2019.

## Palmarès
| Anno | Manifestazione          | Sede           | Evento           | Risultato | Prestazione | Note                                     |
| ---- | ----------------------- | -------------- | ---------------- | --------- | ----------- | ---------------------------------------- |
| 2014 | Giochi del Commonwealth | Glasgow        | Lancio del disco | 8ª        | 55,02 m     |                                          |
| 2015 | Giochi panamericani     | Toronto        | Getto del peso   | 5ª        | 17,76 m     | Miglior prestazione personale            |
| 2015 | Mondiali                | Pechino        | Getto del peso   | 22ª (q)   | 16,62 m     |                                          |
| 2016 | Giochi olimpici         | Rio de Janeiro | Getto del peso   | 25ª (q)   | 16,99 m     |                                          |
| 2017 | Mondiali                | Londra         | Getto del peso   | 4ª        | 18,91 m     |                                          |
| 2018 | Mondiali indoor         | Birmingham     | Getto del peso   | Argento   | 19,22 m     | Record nazionale                         |
| 2018 | Giochi del Commonwealth | Gold Coast     | Getto del peso   | Oro       | 19,36 m     | Record nazionale                         |
| 2019 | Giochi panamericani     | Lima           | Getto del peso   | Oro       | 19,55 m     | Record dei Giochi · Record nazionale     |
| 2019 | Mondiali                | Doha           | Getto del peso   | Argento   | 19,47 m     |                                          |
| 2021 | Giochi olimpici         | Tokyo          | Getto del peso   | 13ª (q)   | 18,37 m     |                                          |
| 2022 | Mondiali indoor         | Belgrado       | Getto del peso   | 6ª        | 19,12 m     | Miglior prestazione personale stagionale |
| 2022 | Mondiali                | Eugene         | Getto del peso   | 10ª       | 18,29 m     |                                          |
| 2022 | Giochi del Commonwealth | Birmingham     | Getto del peso   | Argento   | 18,98 m     |                                          |
| 2023 | Mondiali                | Budapest       | Getto del peso   | 5ª        | 19,59 m     |                                          |
| 2024 | Mondiali indoor         | Glasgow        | Getto del peso   | 6ª        | 19,12 m     | Miglior prestazione personale stagionale |
| 2024 | Giochi olimpici         | Parigi         | Getto del peso   | 13ª (q)   | 18,12 m     |                                          |